# František Vaculík
František Vaculík (5. května 1918 Smraďavka – 20. září 1944 Majzel) byl český stíhací pilot a oběť druhé světové války.

## Život

### Před druhou světovou válkou
František Vaculík se narodil 5. května 1918 v osadě Smraďavka u Buchlovic na Uherskohradišťsku. Otec mu padl v roce 1917 na frontě první světové války. V Buchlovicích vychodil obecnou a měšťanskou školu. Byl členem Sokola. V Baťově škole se vyučil strojním zámečníkem, následně dva roky studoval na průmyslové škole ve Zlíně. Zde se rovněž stal členem místního aeroklubu a získal základní pilotní dovednosti. V roce 1938 nastoupil vojenskou službu u Leteckého pluku 2 v Olomouci, kde absolvoval poddůstojnickou a pilotní školu.

### Druhá světová válka
Po německé okupaci v březnu 1939 opustil František Vaculík ilegálně Protektorát Čechy a Morava a odešel do Polska, kde vstoupil do zde vznikající československé zahraniční jednotky. Po pádu Polska v září 1939 ustoupil do Rumunska, odkud se dostal do Francie, kde byl 14. listopadu 1939 prezentován u Československé armády v zahraničí. Po jejím pádu v červnu 1940 se evakuoval do Spojeného království, kde vstoupil do Royal Air Force. Po výcviku na tamní letecké technice byl zařazen do 312. československé stíhací perutě. Dne 2. května 1942 se jeho stroj Supermarine Spitfire na letišti ve Fairwoodu u Swansea srazil během startu k operačnímu letu se strojem Josefa Janeby. Josef Janeba zahynul, František Vaculík byl zraněn. Po vyšetřování byl označen za viníka srážky Josef Janeba s tím, že byl zřejmě oslněn sluncem. Po vyléčení byl František Vaculík v dubnu 1943 přidělen k 310. československé stíhací peruti, ve které absolvoval další operační turnus. Po jeho skončení se ještě v roce 1943 dobrovolně přihlásil k přeložení do Sovětského svazu. Zde se stal jedním ze zakládajících příslušníků 1. československého samostatného stíhacího pluku a zúčastnil se bojů v rámci Slovenského národního povstání. Zahynul 20. září 1944 ve svém stroji Lavočkin La-5FN č. 151, když byl sestřelen protileteckou obranou během útoku na místo soustředění skupiny SS Schill u obce Majzel, dnes nesoucí název Pravenec. Vzhledem k tomu, že jeho letoun byl označen rudými hvězdami a nebyly nalezeny žádné Vaculíkovi doklady, bylo jeho tělo pohřbeno na místním evangelickém hřbitově jako tělo neznámého sovětského letce. Až po válce jej vypátral jeho bratr Bedřich Vaculík a dne 23. září 1945 byl František Vaculík s poctami pohřben v rodných Buchlovicích. Na jeho hrobu je umístěna i část vrtule z jeho stroje. Dosáhl hodnosti podporučíka.

## Ocenění

### Vyznamenání
- Československá medaile Za chrabrost před nepřítelem

### Ocenění in memoriam
- František Vaculík byl v roce 1946 in memoriam postupně povýšen do hodnosti poručíka a nadporučíka, v roce 1991 pak do hodnosti plukovníka